# 石原三起子
石原 三起子（いしはら みきこ、1909年（明治42年）3月3日 - 1999年（平成11年））は、元福島県教育委員会委員長。観世流名誉師範。夫石原幹市郎は自治大臣、福島県知事を務めた。元衆議院議員、元参議院議員の石原健太郎の母。父井上孝哉は戦前の内務次官、衆議院議員、各府県知事を歴任。

## 略歴
- 1909年（明治42年）3月3日 井上孝哉、八重子の三女として山口県豊浦郡長府町（現在の下関市）で生まれる
- 1922年（大正11年） イギリスの皇太子（のちのエドワード8世）の日本訪問に際し、花束を贈呈する
- 1928年（昭和3年） 府立三女高等科国文科卒業
- 1928年（昭和3年） 東京音楽学校ピアノ選科ピアノ科卒業
- 1931年（昭和6年） 石原幹市郎と結婚
- 1948年（昭和23年） 第一回福島県教育委員選挙当選。以降1956年（昭和31年）まで公選の教育委員として委員長、副委員長を歴任
- 1954年（昭和29年） 福島地方裁判所、家庭裁判所調停委員、調停員在任中に福島県調停協会長などを歴任
- 1954年（昭和29年） 財団法人福島県婦人会館理事長
- 1958年（昭和33年） 第28回衆議院議員総選挙に自民党から出馬、落選
- 1963年（昭和38年） 結社「河」の那須大会において第一席を得る
- 1965年（昭和40年） 観世流名誉師範、観世流の普及にも力を尽くし、福島県三曲連盟会長などを歴任
- 1975年（昭和50年） 「河」同人会長
- 1989年（平成元年） すべての役職を辞し、後進に道を譲る
- 1999年（平成11年） 没

## 衆議院議員選挙出馬
1958年5月22日投開票の第28回衆議院議員総選挙に、夫・幹市郎が所属した派閥の領袖大野伴睦より勧められ、衆議院の福島1区に出馬を決意、立候補するが次点に終わる。この選挙には同じく新人の天野光晴が前福島県知事の大竹作摩の支援を受け、河野一郎派から出馬当選している。三起子の衆議院議員選挙の出馬・落選により、福島1区での夫・幹市郎の基盤に陰りが生じ、参議院議員選挙落選へとつながっていく（幹市郎の引退後は息子や孫が地盤を引き継いでいる）。

## 受賞歴
- 1959年（昭和34年）　社会教育功労者全国表彰
- 1972年（昭和47年）　第25回福島県文学賞　句集の部　準賞

## 関連人物
- 岡久雄（観世流職分）
- 角川源義（結社「河」主催）
- 大野伴睦